# Yaktak
YAKTAK, настоящее имя — Ярослав Николаевич Карпук (род. 4 мая 2005, Старая Выжевка, Волынская область) — украинский певец в жанре поп и хип-хоп, автор песен. Лауреат премии «Muzvar Awards» (2023).

## Биография
Ярослав Карпук родился 4 мая 2005 года в Старой Выжевке, ныне Ковельского района Волынской области, в семье государственных служащих.
Любовь к музыке с детства привили бабушка и дедушка. Бабушка по материнской линии преподаёт в Старовижевской детской музыкальной школе, дедушка — в Старовижевском профессиональном лицее.
Окончил гимназию в родном посёлке. Учится в Киевской муниципальной академии эстрадного и циркового искусства (специальность «артист-вокалист»).
В 2019 году Ярослав участвовал в пятом сезоне украинского телевизионного шоу «Голос. Дети» (команда Dzidzio), попал в супер-финал и занял 2-е место.
С 2021 года пишет песни, а также музыку к ним.

### Проект YAKTAK
В феврале 2022 года в Киеве запустил свой сольный проект YAKTAK.
Имеет дуэтные работы с Jerry Heil, MamaRika, SOBOL, DOVI, Kola, Golubenko. По версии вебсайта «Weekno» YAKTAK держится каждую неделю на высоких позициях в ТОП-10.
В 2024 году Yaktak принял участие в Национальном отборе на Евровидение-2024.

## Дискография

### Студийные альбомы
- 2024 — Под гитарой

### Музыкальные клипы
| Год  | Название                               | Режиссёр(ы)        |
| ---- | -------------------------------------- | ------------------ |
| 2022 | Гуцулка Ксеня                          | Андрей Соболевский |
| 2022 | Повістка                               | Андрей Соболевский |
| 2022 | Стефанія                               | Андрей Соболевский |
| 2022 | Переможе добро                         | Андрей Соболевский |
| 2022 | Біля тополі                            | Андрей Соболевский |
| 2022 | Пробач                                 | Андрей Соболевский |
| 2022 | Рідна мати                             | Андрей Соболевский |
| 2022 | YAKTAK & JERRY HEIL — В пустій кімнаті | Gosha Kosmo        |
| 2022 | Батьку                                 | Андрей Соболевский |
| 2022 | Наречена                               | Андрей Соболевский |
| 2022 | Вродлива                               | Андрей Соболевский |
| 2022 | YAKTAK feat SOBOL — Погляд             | Андрей Соболевский |
| 2022 | Не мовчи                               | Владимир Серветник |
| 2022 | В кожній родині                        | Владимир Серветник |
| 2022 | YAKTAK feat DOVI — Чекає вдома         | Леонид Левценюк    |
| 2023 | Не забувай                             | Владимир Серветник |
| 2023 | Коли болить душа                       | Виктор Волос       |
| 2023 | YAKTAK — Стріляй                       | Виктор Волос       |
| 2023 | YAKTAK feat KOLA — Порічка             | Андрей Соболевский |
| 2023 | YAKTAK & DOVI — Перекотиполе           | Мария Дориченко    |
| 2023 | Силует                                 | Виктор Волос       |

## Награды и номинации
- І место на открытом фестивале-конкурсе «Украина — мой дом», номинация «Вокал» (2016);
- Гран-при областного конкурса украинской патриотической песни «Серебряные колокольчики» (2016)[10];
- I место на областном фестивале-конкурсе творчества детей села «Золотое зёрнышко», номинация «Эстрадное пение» (2016);
- І место на конкурсе «Мир моих увлечений», Артек «Буковель», номинация «Вокалисты» (2016);
- І премия Всеукраинского фестиваля-конкурса «Золотое сечение Львова» (2016)[10];
- Участник телешоу «Украина имеет талант» (2017)[11];
- І место на Всеукраинском открытом фестивале-конкурсе песни и танца национальных меньшинств «Украина — мой дом», номинация «Вокал» (2017)[12];
- І место на Международном детском музыкальном конкурсе «Фестиваль детского и молодёжного творчества Жемчужина Fest», номинация «Песенный конкурс» (2017)[10];
- Представитель Украины на международном джазовом фестивале в Баку (2017);
- Участник международного фестиваля юных исполнителей «Молодая Галиция—2018»[13];
- Гран-при Всеукраинского открытого фестиваля-конкурса песни и танца национальных меньшинств «Украина — мой дом», номинация «Вокал» (2018, 2019);
- Гран-при Всеукраинского детского фестиваля популярной песни «Рождественские колокольчики» (2018)[14];
- I место на Всеукраинском детско-юношеском фестивале-конкурсе юных вокалистов «Песня над Бугом», номинация «Эстрадная песня» (2018)[15];
- Участник встречи с Президентом Украины, который состоялся в Мариинском дворце среди одаренных детей из разных регионов Украины (2018)[16];
- I место на конкурсе «Чудесный мир детских талантов», номинация «Солисты-вокалисты» (2019)
- Суперфиналист телевизионного проекта «Голос. Дети» (2019)[17][18][19];
- Победитель в номинации «Юная гордость года» в премии «Люди года—2019. Волынь» (Луцк, 2019)[20];
- Топ лучших исполнителей детского «Голоса» (2019)[21];
- І место на Международном песенном фестивале «2220 International Music Festival» (2020)[22][23];
- World Championships of Performing Arts, I и II места, Лос-Анджелес (2020)[24];
- «Star Holiday Fest», г. Киев, Гран-при (2021)[25];
- Гран-при фестиваля «Черноморские игры» (2021, Скадовск);
- І премия на Международном песенном фестивале «Fens», Словения (2021);
- Обладатель Президентской стипендии для молодых артистов в сфере музыкального искусства (2021).

| Награды и номинации YAKTAK | Награды и номинации YAKTAK    | Награды и номинации YAKTAK |
| Год                        | Категория                     | Результат                  |
| -------------------------- | ----------------------------- | -------------------------- |
| Muzvar Awards              |                               |                            |
| 2023                       | Лучшие новые имена поп-музыки | Победа                     |
| Megogo Music Awards        |                               |                            |
| 2023                       | Новая волна поп-музыки        | Победа                     |
| Cultura Music Awards       |                               |                            |
| 2023                       | Хит года                      | Победа                     |